# Bitva o pevnost Lachcanit

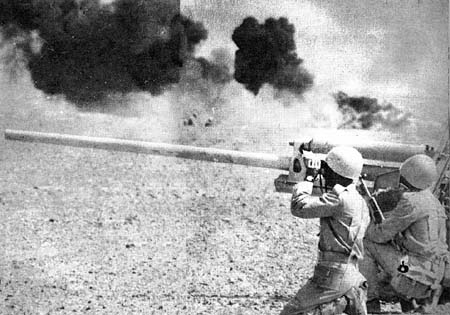
Egyptští vojáci při bitvě.

Bitva o pevnost Lachcanit je název pro vojenské střetnutí mezi egyptskou a izraelskou armádou během Jomkipurské války. Bitva proběhla 6. října 1973 a byla součástí zahajovací fáze Jomkipurské války, tzv. operace Badr. Během této operace Egypťané pevnost obklíčili a poté, co odrazili několik pokusů IOS o vyproštění posádky pevnosti ji nakonec obsadili.

## Pozadí
Dne 6. října 1973 ve 14 hodin zahájila egyptská armáda na Sinajském poloostrově (v součinnosti se syrskou armádou, která útočila na Golanských výšinách) útok pod názvem operace Badr, při kterém překročila Suezský průplav a vylodila se na východním břehu. Pevnost Lachcanit, která byla součástí Bar Levovy linie se nacházela na severu Sinajského poloostrova, asi 19 km jižně od Port Fuadu a společně s pevnostmi Budapest a Orkal spadala do tzv. portsaidského vojenského sektoru, jehož obsazením byl v egyptských plánech operace Badr pověřen gen.mjr. Omar Chálid. K obsazení celého sektoru bylo vyčleněno uskupení nezávislé na 2. egyptské armádě a tvořené 13. a 15. brigádou pěchoty a přičleněnými pobřežními jednotkami egyptského námořnictva.
Pevnosti Lachcanit velel poručík Muli Malchov. Pevnost byla tvořena sedmi bunkry a obklopena minovými poli a ostnatým drátem.

## Egyptský plán útoku
Plukovník Mustafa el-Abassi, který byl pověřen obsazením pevnosti pro tento úkol vyčlenil prapor pěchoty posílený oddílem ze speciálních jednotek Sa´iqa. Pěchota byla rozdělena do tří útočných skupin, které dostaly za úkol odříznout pevnost ze tří směrů. Oddíl Sa´iqa byl pověřen odrážením izraelských posil na křižovatce přibližně 8 km východně od kanálu.

## Bitva
V okamžiku zahájení operace Badr se pevnost stala cílem egyptské dělostřelecké palby. Ve 14:25 první vlna egyptské pěchoty dosáhla východního břehu Suezského kanálu a překonala písečný val. Soustředila na sebe izraelskou palbu, čímž umožnila další skupině pěchoty útočící z východu obsadit  tankové rampy. Izraelci vyslali na posilu pevnosti 8 tanků M48 Patton. Egypťané dva znich zničili, zbylé se stáhly zpět.
Ve 14:50 začali egyptští vojáci začali pronikat přes ostnatý drát a ničit důležité cíle v okolí pevnosti. Krátce na to se hlavní egyptská útočná síla dostala do zákopů obklopujících pevnost. Mezitím posádka pevnosti žádala vrchní velení o pomoc. V 15:05 začali vojáci egyptské pěchoty obsazovat pevnost. V 15:30 bylo egyptské velení informováno, že pevnost byla obsazena a izraelští vojáci zajati. Následně Egypťané začali obsazovat jednotlivé bunkry za pomoci plamenometů, což mělo viditelný psychologický dopad na obránce. Mezitím oddíl Sa´iqa odrazil další izraelský tankový pokus o znovuzískání pevnosti. 
Kolem  17 hodiny zaútočilo na Egypťany obsazenou pevnost izraelské letectvo, přičemž jedno ze čtyř izraelských letadel bylo sestřeleno. V té době již Egypťané dokončili obsazování bunkrů a přesunuli izraelské zajatce do Port Saidu. V 19:30 se Izraelci znovu pokusili zaútočit na pevnost, ale byli donuceni znovu ustoupit. Egypťané následně vybudovali obranné pozice a jejich hlídky zajistily přístupové cesty.

## Výsledek
Pevnost Lachcanit byla první pevností Bar Levovy linie, kterou se Egypťanům podařilo dobýt. Izraelců padlo 60 včetně velitele pevnosti Malchova, 26 jich bylo zajato. Egypťané ztratili 23 vojáků včetně jednoho důstojníka, 7 jich bylo zraněno. Hlavním důvodem relativně rychlého obsazení pevnosti byl faktor překvapení, kdy se Egypťanům podařilo izolovat pevnost ze všech stran, obsadit tankové rampy a zabránit IOS v přísunu posil.